# Directeur du renseignement national
Pour les articles homonymes, voir DNI.
Le directeur du renseignement national (en anglais : Director of National Intelligence, ou DNI) est un membre du gouvernement fédéral des États-Unis, sous l'autorité et le contrôle directs du président des États-Unis, dont la mission est de superviser et coordonner l’ensemble des activités de renseignement (ou espionnage) à caractère national ou international exercées par des agences financées par l’État américain. 
Le détail de sa mission est de :
- être le conseil principal du président, du Conseil pour la sécurité nationale (National Security Council) et du Conseil pour la sécurité du territoire (en) (Homeland Security Council), pour tout ce qui relève du renseignement lié à la sécurité nationale ;
- être le coordinateur de la Communauté du renseignement : un ensemble constitué par les dix-huit principales agences de renseignements des États-Unis ;
- superviser et diriger la mise en œuvre du programme national du renseignement (National Intelligence Program).

Le poste a été créé à l’époque de la première présidence de George Bush par une loi du Congrès sur la réforme du renseignement et la prévention du terrorisme de 2004, sur proposition du rapport final de la commission nationale sur les attaques terroristes contre les États-Unis. Il est devenu membre à part entière du gouvernement fédéral depuis le premier mandat de Donald Trump.
La titulaire du poste est Tulsi Gabbard, depuis le 12 février 2025.

## Organisation
La loi sur la réforme du renseignement et la prévention du terrorisme de 2004 met en place le Bureau du directeur du renseignement national (Office of the Director of National Intelligence ou ODNI) en tant qu'agence indépendante pour assister le directeur dans l'exercice de ses fonctions. Le nombre total d'employés de l'agence indépendante située à McLean, en Virginie, est classifié mais est estimé à 1 500 et comme tel inclus dans le budget de l'ODNI. Le centre national du contre terrorisme (National Counterterrorism Center), qui est notamment responsable du système de traitement de données Terrorist Identities Datamart Environment (TIDE), est une organisation majeure au sein de l'ODNI.
Le graphique ci-dessous décrit l'organisation sous la direction de John Negroponte au 19 juin 2006 :

## Directeurs du renseignement national
| Ordre | Nom              | Portrait          | Mandat                            | Président                    |
| ----- | ---------------- | ----------------- | --------------------------------- | ---------------------------- |
| 1     | John Negroponte  | John Negroponte   | 21 avril 2005 - 13 février 2007   | George W. Bush               |
| 2     | Mike McConnell   | Michael McConnell | 13 février 2007 - 27 janvier 2009 | George W. Bush, Barack Obama |
| 3     | Dennis Blair     | Dennis C. Blair   | 29 janvier 2009 - 28 mai 2010     | Barack Obama                 |
| 4     | James R. Clapper | James R. Clapper  | 5 août 2010 - 20 janvier 2017     | Barack Obama                 |
| 5     | Dan Coats        | Dan Coats         | 16 mars 2017 - 15 août 2019       | Donald Trump                 |
| 6     | John Ratcliffe   | John Ratcliffe    | 26 mai 2020 - 20 janvier 2021     | Donald Trump                 |
| 7     | Avril Haines     | Avril Haines      | 20 janvier 2021- 20 janvier 2025  | Joe Biden                    |
| 8     | Tulsi Gabbard    | Avril Haines      | Depuis le 12 février 2025         | Donald Trump                 |

## Culture populaire
- Dans la série télévisée 24 Heures chrono : Legacy, James Moses Black incarne Donald Simms, directeur du renseignement national.
- Dans le film Jason Bourne (2016), Scott Shepherd joue Edwin Russell, directeur du renseignement national.
- Dans le film Mission impossible : Dead Reckoning (2023), Cary Elwes incarne Delinger, directeur du renseignement national